# Nysäter
Nysäter ist eine Ortschaft in der Gemeinde Säffle in der schwedischen Provinz Värmlands län. Er galt schon früh als wichtiger Knotenpunkt zwischen den Wasserwegen von Vänern und Glafsfjorden sowie der Landstraße Oslo−Karlstad. Bei Nysäter verläuft der Säfflekanal.

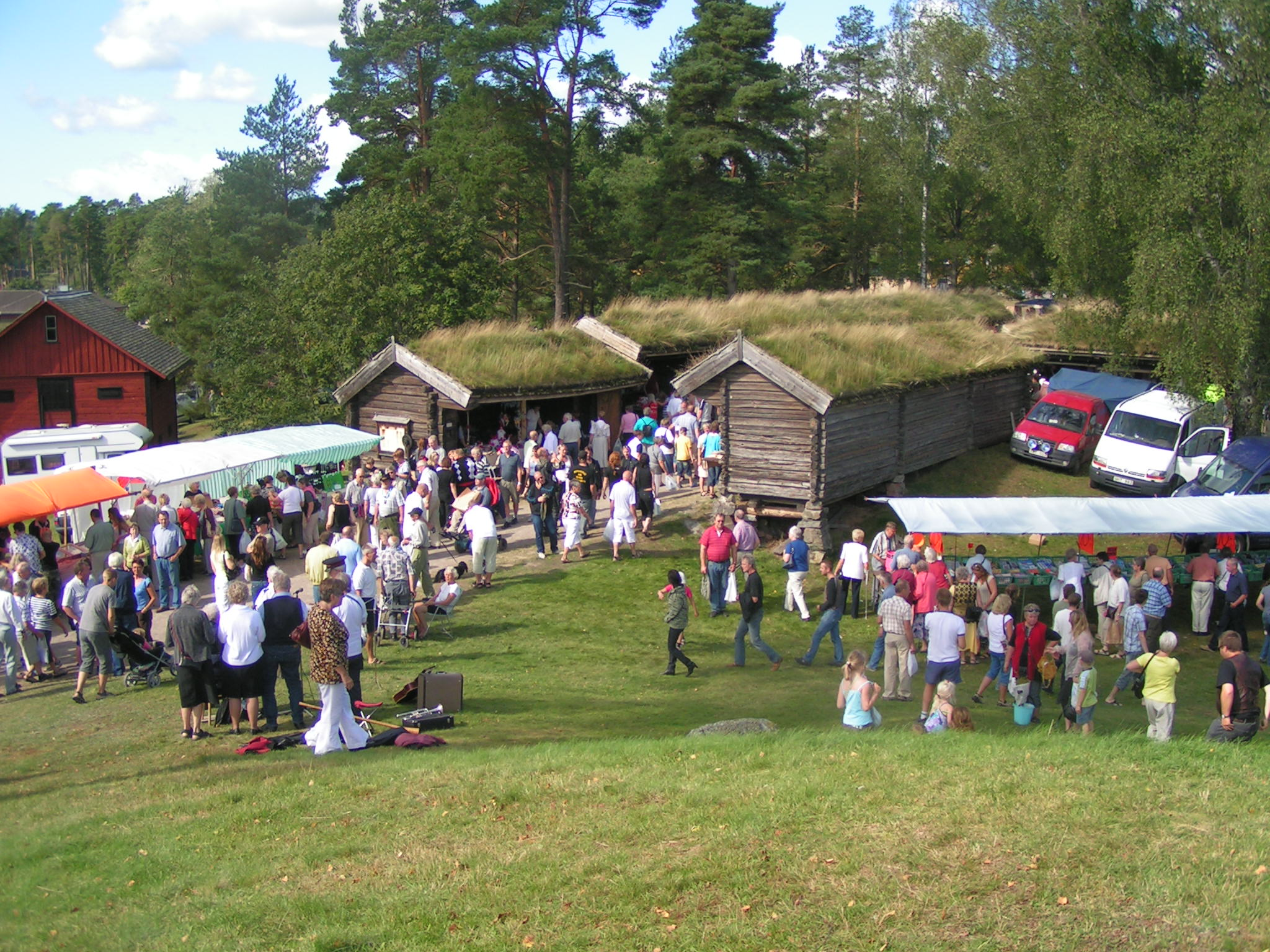
Historischer Markt in Nysäter

Es gibt um den Ort Bodendenkmäler aus der Eisenzeit und der Zeit nach Christi Geburt. Vier große Hügelgräber, wie den Olafshögen mit einem Durchmesser von 40 Metern, findet man am Ufer der Bjälven. Unter dem Olafshügel soll das Grab des Sagenkönigs Olaf Trätelgja liegen, was allerdings auch von den Hügeln in Högsäter, wenige Kilometer nördlich gelegen, und Säffle behauptet wird. Olaf war König von Värmland und der Stammvater des norwegischen Königsgeschlechtes. Er starb als Brandopfer für Odin.
Zum ersten Mal erwähnt wurde der Ort 1758, und zwar als Ochsenmarkt. Bis zum offiziellen Ende als Marktplatz im Jahre 1869 standen in Nysäter 67 Marktbuden.
Am Ufer der Bräven gibt es seit den 2000er-Jahren das Wikingerdorf-Museum Värmlands Vikingacenter, betrieben vom Verein Vikingaleden („Wikingerweg“). Nysäter ist auch Heimathafen des nachgebauten Wikingerschiffes Glad av Gillberga.